# Isle of Dogs

Isle of Dogs e quartieri circostanti dell'East End londinese.

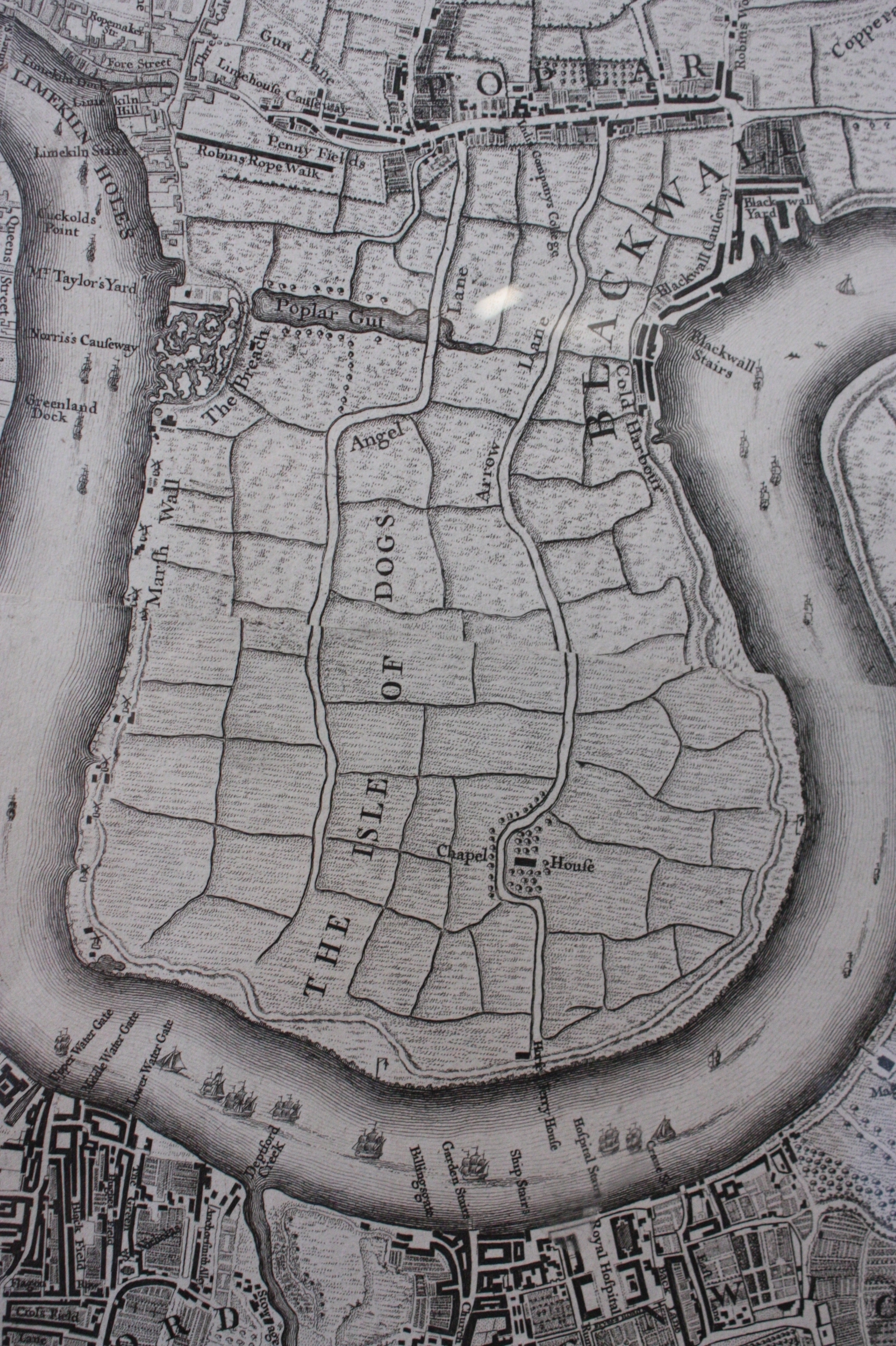
Isle of Dogs nella mappa di Londra di John Rocque del 1747, prima dello sviluppo ad uso portuale

L'Isle of Dogs è una penisola nell'East End di Londra, circondata su tre lati est, sud e ovest dal Tamigi, che disegna un arco a forma di ferro di cavallo a sud della penisola. È amministrata dal London Borough of Tower Hamlets ed è compresa nell'area delle Docklands.

## Distretti
L'area include i distretti di Millwall, Cubitt Town e Blackwall. Il sud dell'isola, opposto a Greenwich, era conosciuto come North Greenwich.
Era sede della più alta concentrazione di case popolari d'Inghilterra, ma ora è meglio conosciuta poiché vi trova ubicazione il prestigioso complesso di uffici della Canary Wharf. Il grattacielo One Canada Square, conosciuto anche come Canary Wharf Tower, con i suoi 244 m di altezza è il più alto edificio abitabile in Gran Bretagna.
La penisola è caratterizzata da forti estremi sociali, comprendendo alcune tra le più prosperose ed alcune tra le più depresse aree del paese.

## Storia
L'origine del nome non è chiara. Le prime tracce scritte si trovano su una mappa del 1588 che sostiene che Enrico VIII - che aveva il suo Palazzo di Placentia posizionato sull'altra riva del Tamigi, nel Greenwich - avesse sulla penisola il ricovero per i suoi cani da caccia. Un'altra teoria dice che l'origine del nome deriverebbe dalla storpiatura dell'originale Isle of the Docks ("isola dei bacini"), in riferimento ai numerosi bacini e moli che circondavano la penisola.
In origine, la penisola era una palude scarsamente abitata, prima della bonifica avvenuta nel XIII secolo. Nel 1488 una catastrofica frattura nell'argine del Tamigi inondò completamente l'area, riportandola al suo stato di palude, e così rimase fino al XVII secolo, quando ingegneri olandesi provvidero a realizzare una nuova bonifica.

### La prima urbanizzazione

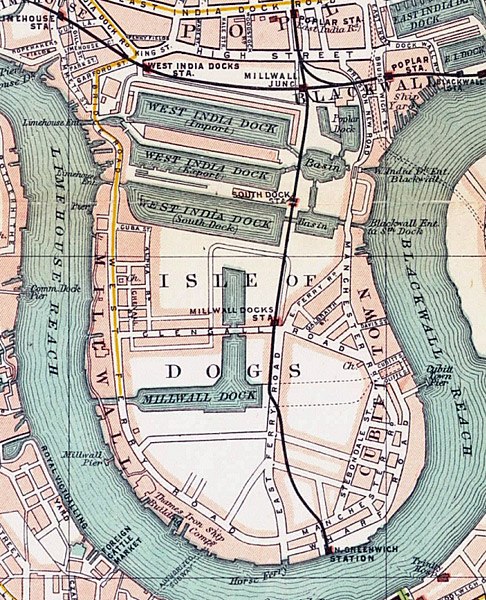
LIsle of Dogs nel 1899, all'apice del suo successo commerciale

L'urbanizzazione dell'Isle of Dogs avvenne nel XVIII secolo a seguito della costruzione dei West India Docks, bacini che vennero inaugurati nel 1802 e diedero inizio al periodo di maggior successo della penisola, che diventò un importante centro commerciale. Nel 1806 vennero quindi inaugurati gli East India Docks, seguiti nel 1868 dal Millwall Dock. I tre bacini vennero poi unificati nel 1909, quando il Port of London Authority ne assunse il controllo. Grazie a tutti questi bacini che le erano sorti attorno, l'Isle of Dogs poteva a quel punto essere quasi descritta come una vera isola.
A mano a mano che i bacini accrescevano la loro importanza, un numero sempre maggiore di lavoratori portuali si stabilì sulla penisola. Nel 1901 si contavano 21 000 abitanti, la maggior parte dipendenti portuali della penisola, ma anche di Greenwich e Deptford sull'altra sponda del fiume, a sud e a ovest. L'isola fu quindi collegata al resto di Londra tramite la ferrovia London and Blackwall Railway, aperta nel 1840 e in seguito progressivamente estesa. I trasporti da e per Greenwich furono migliorati grazie alla costruzione del Greenwich foot tunnel, aperto nel 1902. Nel 1895 era stato anche inaugurato un parco, chiamato Island Garden.

### La crisi del dopoguerra
Durante la seconda guerra mondiale i bacini rappresentarono un obiettivo chiave per la Luftwaffe e vennero pesantemente bombardati. Un considerevole numero di civili rimase ucciso sotto le bombe ed una massiccia distruzione colpì l'area, con molti magazzini completamente distrutti e molti moli e bacini messi fuori uso per un lungo periodo.
Dopo la guerra, i bacini ritrovarono un breve periodo di gloria e furono addirittura ammodernati nel 1967. Tuttavia, con l'avvento dei container, che i docks non potevano gestire, divennero presto obsoleti. Chiusero progressivamente durante gli anni settanta e gli ultimi - i West India e Millwall Docks - chiusero definitivamente nel 1980. Ciò lasciò l'area in uno stato di progressivo abbandono.
I problemi economici dell'Isle of Dogs portarono alla disoccupazione di massa degli ex operai dei bacini e causarono una grave depressione sociale. La comunità locale evidenziò i problemi dell'area il 3 marzo 1970, dichiarando l'Isle of Dogs "repubblica indipendente" con il proprio presidente eletto.

### La riconversione

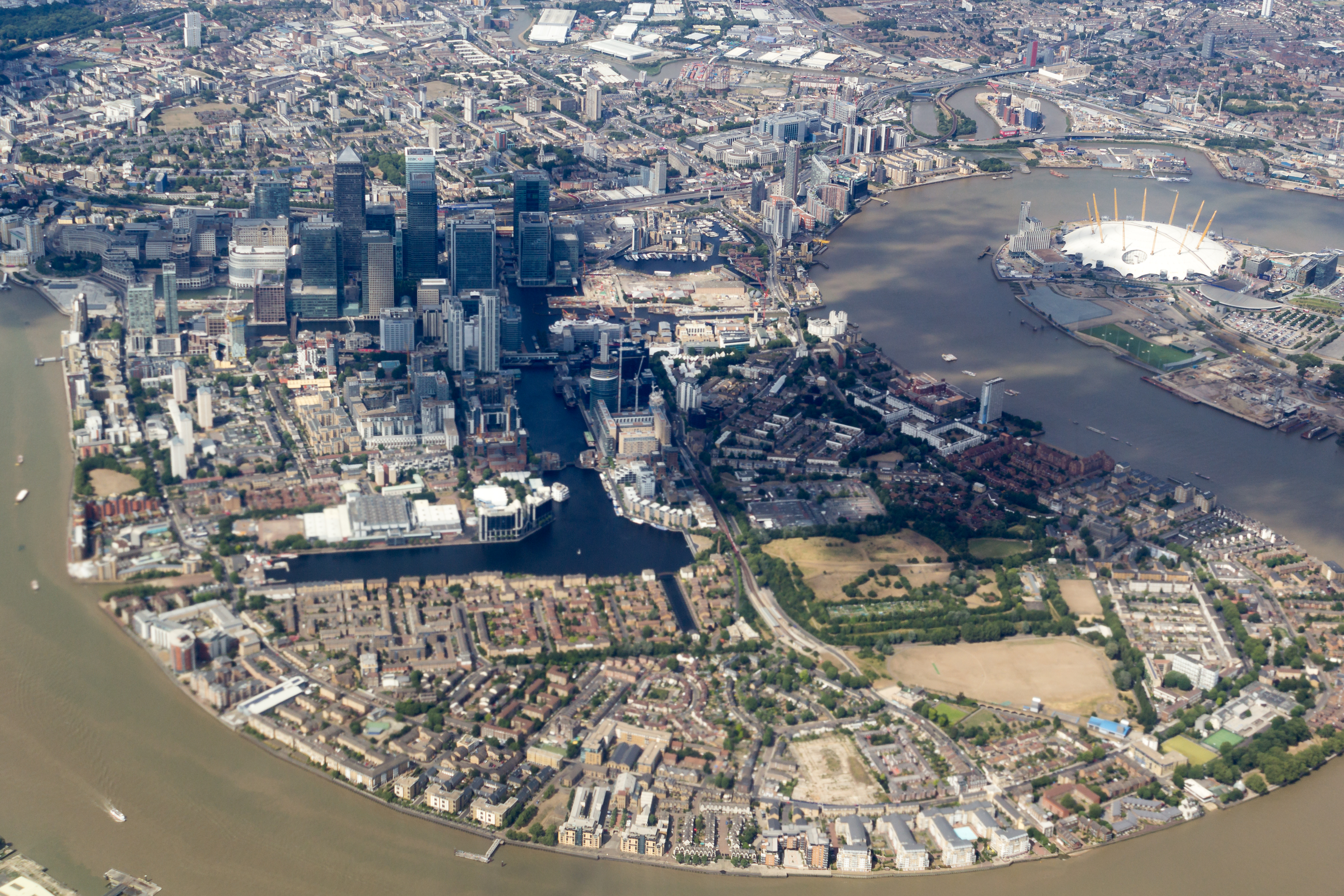
Vista aerea dell'Isle of Dogs nel 2015, con i grattacieli di Canary Wharf e la O2 Arena oltre il Tamigi, a Greenwich.

Durante gli anni settanta i governi di conservatori e laburisti proposero diversi piani di azione, ma si dovette aspettare il 1981 perché venisse costituita la London Docklands Development Corporation, che si occupò del nuovo sviluppo dell'area. L'Isle of Dogs divenne quindi parte di una zona imprenditoriale che coprì 1,95 km² dell'area e comprendeva i West India Docks, i Millawall Docks e gli East India Docks. Furono costruite nuove abitazioni, così come nuove strutture per uffici e infrastrutture per i trasporti, come la Docklands Light Railway e successivamente l'estensione Jubilee Line che per la prima volta diede alla penisola l'accesso alla metropolitana di Londra.
Dal momento della sua costruzione, tra il 1987 e il 1991, l'area è stata dominata dal crescente sviluppo del Canary Wharf, importante centro direzionale che copre, con i suoi uffici ed edifici, un'area pari a 437000 m². Ad oggi nel centro direzionale lavorano circa 78 000 persone.
Tuttavia, qualcuno sostiene che la ricostruzione non avrebbe avvantaggiato la popolazione indigena tanto quanto avrebbe potuto, accusando anche la sottrazione di terre destinate ad abitazioni private durante il periodo di rilassamento delle condizioni progettuali sotto la London Docklands Development Corporation.
Alcuni tensioni rimangono tra la comunità dell'Isle of Dogs ed i professionisti da poco spostatisi sulla penisola. Ciò è dovuto soprattutto alla forte presenza di immigrati e di minoranze etniche che vivono nelle vecchie case popolari sparse tra nuove e costose abitazioni. Ciò provoca nella gioventù disoccupata e disagiata il vivere a contatto con una realtà di automobili veloci e ricchezza, portandoli inevitabilmente verso problemi di criminalità.
Critiche sono anche state rivolte all'impatto ambientale dovuto all'architettura e al design urbano conseguenti la ricostruzione post-1980 dell'Isle of Dogs. La tendenza è stata quella di progettare case popolari, vere e proprie torri abitative, in aree piuttosto aperte, anziché creare aree per i pedoni. Anche per quel che riguarda i trasporti, si è prediletto il trasporto meccanizzato piuttosto che quello "verde".

## Trasporti
Zone adiacenti:
- Poplar
- Limehouse
- Rotherhithe
- Stepney
- Deptford
- Greenwich

Stazioni della London Underground e DLR:
- Canary Wharf (metropolitana di Londra)
- Canary Wharf (DLR)
- Crossharbour
- Heron Quays
- Islands Gardens
- Mudchute
- South Quay
- West India Quay

London bus routes:
- 277
- D3
- D6
- D7
- D8
- N50

## Cinema
Sull'Isle of Dogs sono stati girati molti film di successo, comprese le scene di apertura del film Agente 007 - Il mondo non basta e i più recenti Batman Begins e Love Actually - L'amore davvero. Anche negli anni sessanta e settanta la penisola era stata utilizzata in molti film britannici, mentre erano ancora in funzione i docks.
Film girati sull'Isle of Dogs:
- 28 settimane dopo (2007)
- 28 giorni dopo (2003)
- Alfie (2004)
- Basic Instinct 2 (2006)
- Batman Begins (2005)
- Johnny English (2003)
- Love Actually - L'amore davvero (2003)
- Giochi di Potere (1992)
- Revolver (2005)
- Spiceworld (1997)
- The Bourne Supremacy (2004)
- Agente 007 - Il mondo non basta (1999)
- Paura primordiale (2007)